# Santa Ana Nopalucan
Santa Ana Nopalucan là một đô thị thuộc bang Tlaxcala, México. Năm 2005, dân số của đô thị này là 6074 người.